# Закс, Ганс
Ганс Закс (нем. Hanns Sachs; 10 января 1881, Вена — 10 января 1947, Бостон) — австрийский психоаналитик, юрист; сотрудник Зигмунда Фрейда.

## Биография
Ганс Закс родился 10 января 1881 года в семье еврейского юриста Самуэля Закса, переехавшего в Вену со своей семьей из Судетской области. В 1899 году Ганс сдал выпускные экзамены в гимназии Максимилиана в Вене. Затем он изучал право в Венском университете. Там он получил докторскую степень в 1904 году и поселился в Вене.
Закс интересовался литературой и посещал лекции по психологии и психотерапии. В 1904 году он прочёл работу Зигмунда Фрейда «Толкование сновидений». После этого Закс начал посещать лекции Фрейда в Венском университете. В октябре 1910 года Закс стал членом Венского политехнического общества. На Международном конгрессе психоаналитиков в Вене в 1911 году Закс прочитал лекцию о взаимосвязи психоанализа и гуманитарных наук.
Во время Первой мировой войны в 1915 году Закса призвали в армию, но вскоре освободили от службы. В 1920 году он принял приглашение на работу недавно основанного Берлинского педагогического института и стал членом Берлинского психоаналитического общества.
С приходом к власти Гитлера Закс эмигрировал в США. Жил в Бостоне, но оставался в тесном контакте с Фрейдом до самой его смерти.
Умер 10 января 1947 года в Бостоне.

## Работы
- Die Bedeutung der Psychoanalyse für die Geisteswissenschaften. (mit Otto Rank). 1913.
- Ars amandi psychoanalytica, oder, Psychoanalytische Liebesregeln. Reuss & Pollak, Berlin 1920.
- Gemeinsame Tagträume. Internationaler psychoanalytischer Verlag, Berlin/ Leipzig/ Wien 1924.
- Bubi Caligula: Lebensgeschichte des Caligula. Bard, Berlin 1930.
- Zur Menschenkenntnis: Ein psychoanalytischer Wegweiser für den Umgang mit sich selbst und anderen. Internationaler psychoanalytischer Verlag, Wien 1936.
- The creative unconscious: Studies in the psychoanalysis of art. Sci-Arts Publishers, Cambridge (Massachusetts) 1942.
- Freud: Master and Friend. Imago, London 1945 [1950].
- Masks of love and life: The philosophical basis of psychoanalysis. Hrsg. von Abraham Aaron Roback. Sci-Arts Publishers, Cambridge (Massachusetts) 1948.
- Wie Wesen von einem fremden Stern: Der philosophische Hintergrund der Psychoanalyse. Psychosozial-Verlag, Giessen 2005, ISBN 3-89806-416-6.
- Psychoanalyse und Dichtung. In: Bernd Urban (Hrsg.): Psychoanalyse und Literaturwissenschaft. Texte zur Geschichte ihrer Beziehungen. Niemeyer, Tübingen 1973, ISBN 3-484-19023-X, S. 93 ff.